# Sony Mobile Communications

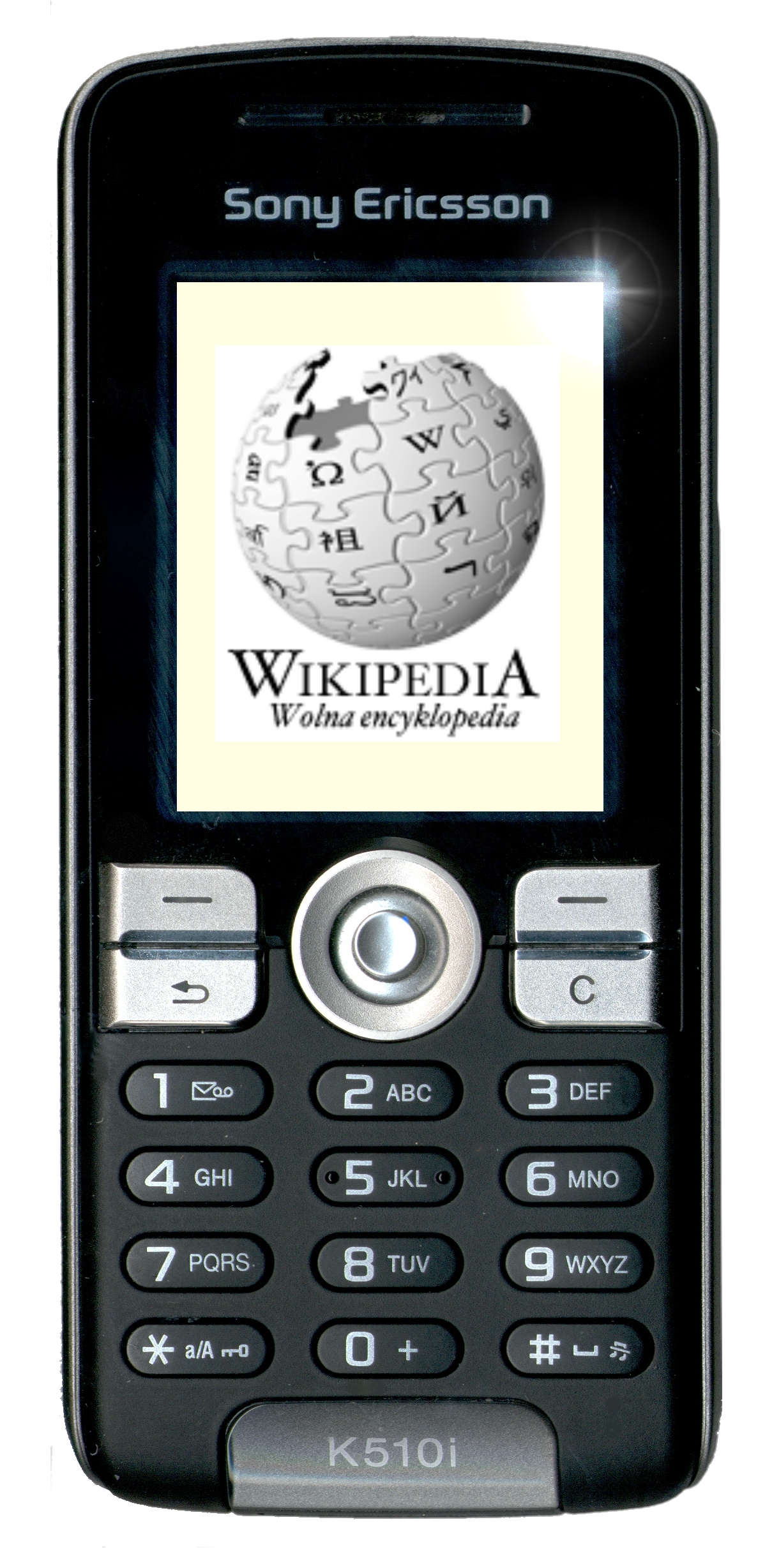
Sony Ericsson K510i

Sony Mobile Communications (do 2011 jako Sony Ericsson lub Sony Ericsson Mobile Communications) – producent urządzeń telekomunikacyjnych, głównie telefonów komórkowych i akcesoriów. Przedsiębiorstwo oficjalnie rozpoczęło swoją działalność 1 października 2001 przez połączenie Sony Corporation i Telefonaktiebolaget LM Ericsson na zasadach joint venture przy równych udziałach obu przedsiębiorstw. Pierwszym prezesem nowego podmiotu został Katsumi Ihara.
W październiku 2011 Sony wykupiło za kwotę ponad 1 mld euro wszystkie udziały Ericssona w firmie Sony Ericsson (50%). Od 2012 roku wszystkie modele przedsiębiorstwa są zatem sygnowane tradycyjnym logo Sony.

## Historia Sony Ericssona

### Początki
Sony Ericsson rozpoczął działalność po otrzymaniu zgody Komisji Europejskiej na połączenie działów telefonii mobilnej obu udziałowców. Pierwsze produkty spółki pojawiły się w marcu 2002. Nowy gracz postawił sobie za cel zepchnięcie fińskiej Nokii z pozycji lidera w produkcji telefonów komórkowych w ciągu następnych pięciu lat. Zaprezentowano wtedy telefon oznaczony jako T68i, będący unowocześnioną wersją stworzonego jeszcze przed powstaniem spółki urządzenia Ericsson T68m. Telefon cieszył się dużym zainteresowaniem nabywców. Wkrótce potem Sony Ericsson wszedł na rynek telefonów z wyższej półki, prezentując model P800 pracujący pod kontrolą systemu operacyjnego Symbian z nakładką UIQ.

### 2003: Trudności
Od powstania spółka przeżywała problemy finansowe. Przedsięwzięcie, które miało stać się rentowne już po roku, po przeminięciu sukcesu modelu T68i zaczęło przynosić obu założycielom spółki straty. Jego udział w rynku zmniejszył się w ciągu pierwszych kilkunastu miesięcy z dziesięciu do pięciu procent (w porównaniu do zsumowanych udziałów Ericssona i Sony przed połączeniem), a firma straciła w tym czasie 448 mln dolarów. W lutym 2003 spółka zaprezentowała swój pierwszy telefon 3G: Sony Ericsson Z1010. Urządzenie oferowało jako jedno z pierwszych w Europie możliwość wykonywania rozmów wideo, jednak jego wprowadzenie do sprzedaży było odkładane przez testy operatorskie (do kwietnia 2004). W dalszym ciągu spółka przynosiła straty: w pierwszym kwartale 2003 strata netto producenta wyniosła 104 mln euro przy 24-procentowym spadku sprzedaży. Pojawiły się nawet pogłoski, jakoby prezes Ericssona Kurt Hellstrom zapowiedział, że jeśli firma nie przyniesie szybko zysków, Szwedzi wycofają się z przedsięwzięcia. Jednak wyniki po III kwartale 2003 pokazały 50-procentowy wzrost przychodów i 42-procentowy wzrost sprzedaży telefonów, głównie dzięki popularności modeli wyposażonych w aparat fotograficzny. W październiku 2003 producent zaprezentował kolejne telefony: T310 oraz T610. Ten ostatni, będący następcą popularnego T68i, osiągnął na tyle duży rozgłos, że już na przełomie 2003 i 2004 wyniki finansowe firmy poprawiły się.

### 2004: Wzrost sprzedaży
Wysoka sprzedaż kolejnych urządzeń producenta, modeli T610, T630 i T230, sprawiła, że spółka w pierwszym kwartale 2004 uzyskała 82 mln euro zysku. W tym czasie producent zaprezentował następne urządzenia. Były to m.in. pierwsze modele z serii S i K: S700i i K700i. W lipcu 2004 zaprezentowany został kolejny smartphone z interfejsem UIQ – P910i. Sony Ericsson utrzymał tempo wzrostu, czego dowodem były poprawa wyników finansowych i wzrost sprzedaży o 29% w III kwartale 2004.

### 2005: Walkman W800i i aparat K750i
Na początku 2005 Sony Ericsson uzyskał od Sony licencję na markę Walkman. W marcu tego roku spółka zaprezentowała nowe telefony: należący do serii Walkman W800i, J300i, K300i oraz model K750i. Pojawił się także drugi telefon 3G: V600i, stworzony specjalnie dla sieci Vodafone, będący nową wersją modelu K600i. Sony Ericsson zwiększył w III kwartale 2005 swój zysk o 16% (do 104 mln euro) – stało się to za przyczyną dużego popytu na modele K750i (nagrodzonego w lipcu 2005 w Kolonii European Photo & Imaging Award w nowej kategorii: Mobilne urządzenia fotograficzne), D750i (będącego zmienioną tylko pod względem zewnętrznym dla potrzeb niemieckiego operatora sieci T-Mobile wersją modelu K750i) oraz W800i. Zapotrzebowanie na ten ostatni był na tyle duże, że producent nie nadążał z realizacją zamówień. W październiku tego roku zaprezentowany został smartphone oznaczony jako P990i.

### 2006-2007: Powiększanieportfolio
Luty 2006 przyniósł prezentację kolejnych modeli, m.in.: K510i, K790i oraz K800i (który jako pierwszy wśród telefonów tego producenta posiadał aparat Cyber-Shot i ksenonową lampę błyskową). W II kwartale tego roku producent był na czwartym miejscu pod względem liczby sprzedanych telefonów, odnotowawszy ponad 33-procentowy wzrost sprzedaży, znajdując się za Samsung Electronics, a przed LG Electronics. We wrześniu Sony Ericsson uruchomił własny serwis muzyczny pozwalający na pobieranie i odtwarzanie muzyki, M-Buzz. Kolejny kwartał był znów pomyślny dla producenta, który dzięki znacznej sprzedaży telefonów z aparatem Cyber-Shot utrzymał czwartą pozycję na świecie pod względem ilości sprzedanych telefonów. W listopadzie Sony Ericsson stał się wyłącznym właścicielem UIQ Technology, spółki zależnej od Symbian Ltd., z zamiarem spopularyzowania tego interfejsu.
W maju 2007 zaprezentowano następny telefon z interfejsem UIQ: Sony Ericsson P1i, który został wprowadzony na rynek w sierpniu. Z kolei czerwiec przyniósł prezentację kolejnych modeli, m.in. smartfona W960i, muzycznego W910i oraz należącego do wyższej półki K850i, które weszły na rynek pod koniec roku. W sierpniu producent zaprezentował telefon K770i. W III kwartale 2007 Sony Ericsson odnotował kolejny wzrost sprzedaży, która zwiększyła się o 31% względem analogicznego okresu poprzedniego roku. 1 listopada 2007 prezesem spółki został Hideki Komiyama, który przeszedł do spółki z Sony Electronics USA, zastępując Milesa Flinta, piastującego to stanowisko od połowy 2004.

### 2008: Spadek sprzedaży
Na początku 2008 Sony Ericsson ustalił nowe oznaczenia własnych urządzeń. Pojawiły się wtedy cztery nowe modele – T270i i T280i, nawiązujące stylistycznie do pierwszych telefonów spółki, oraz R300i i R306i, rozpoczynające nową serię R. W lutym model W910i otrzymał Global Mobile Award 2008 w kategorii Najlepszy Telefon. W lutym pojawiła się także nowa seria – G, reprezentowana przez modele G700 oraz G900. Zapowiedziano wtedy także model Xperia X1, pierwszy telefon tego producenta pracujący pod kontrolą Windows Mobile. Jednak I kwartał tego roku firma zakończyła ze spadkiem sprzedaży o 8,5 mln sztuk i zmniejszeniem zysków o 66% względem wcześniejszego trymestru. W kwietniu 2008 do Internetu przeciekły pierwsze zdjęcia i część specyfikacji dwóch kolejnych smartphone’ów spółki mających pracować pod kontrolą systemu Symbian z nakładką UIQ, określanych jako Beibei (który miał być oznaczony później jako G702) oraz Paris (który miał przyjąć nazwę P5i). Oba modele, zostały jednak wkrótce anulowane w zaawansowanej już fazie przygotowań do premiery, a w oddziale firmy zajmującym się UIQ rozpoczęły się masowe zwolnienia. Przyczyniło się do tego przejęcie przez Nokię udziałów w Symbian Ltd., co oznaczało koniec licencjonowania Symbiana dla interfejsu Sony Ericssona.
W czerwcu 2008 Sony Ericsson zaprezentował nowy model z wyższej półki: C905. Był to drugi po C702 telefon tego producenta z modułem GPS, a także pierwszy model z aparatem o rozdzielczości 8.1 megapikseli. Producent postanowił też wydać nową wersję popularnego kiedyś modelu T610. Jednak po II kwartale tego roku spółka wykazała spadek zysku o 97% przy 9-procentowym spadku ilości sprzedanych aparatów. Niskie wyniki sprzedaży spowodowały wydanie decyzji o redukcji zatrudnienia o 2 tysiące pracowników w ciągu kolejnych lat, zmniejszeniu kosztów operacyjnych, ograniczeniu portfolio telefonów oraz zbudowaniu oferty dla rynków rozwijających się. Tymczasem na przełomie września i października miał mieć premierę model Xperia X1, jednak została ona opóźniona i ostatecznie ten wyprodukowany wspólnie z HTC telefon trafił do sprzedaży pod koniec listopada. Producent zapowiedział też na I kwartał 2009 telefon o kodowej nazwie Hikaru. Sony Ericsson po IV kwartale 2008 odnotował 187 mln euro straty netto, natomiast w całym roku: 73 mln euro.

### 2009: Światowy kryzys
Rok 2009 rozpoczął się dla producenta pod znakiem reorganizacji i konsolidacji oddziałów. W lutym pojawiły się zapowiedzi trzech nowych modeli: W395, C901 i C903. Na targach Mobile World Congress producent zaprezentował telefon z 12-megapikselowym aparatem fotograficznym roboczo określony jako Idou. Pojawiła się również zapowiedź pierwszego telefonu spółki z Androidem.
Wyniki finansowe spółki po I kwartale 2009 były niskie: według informacji producenta strata brutto wyniosła 340 – 390 mln euro. W związku z tym Ericsson wyszedł ze spółki, Sony zakupił pozostałe 50% udziałów w firmie.

## Historia pod szyldem Sony
2011 rok był ostatnim, w którym firma wydała produkty z logo Sony Ericsson. W 2012 roku odbyła się premiera pierwszego smartfona Sony – Xperia S, który „literką” ma nawiązywać do najbardziej rozpoznawalnego smartfona Sony Ericssona – Xperii Arc S.

## Charakterystyka przedsiębiorstwa
Jako swą misję spółka wskazuje uczynienie jej marki najatrakcyjniejszą i najnowocześniejszą na świecie.
Sony Ericsson produkuje telefony komórkowe skierowane do różnych grup odbiorców. W jego ofercie znajdują się zarówno modele dla biznesu (seria P), jak i tanie urządzenia dla mniej wymagających użytkowników (np. model W200i). Producent łączy w swych produktach różne technologie, np. aparat Cyber-Shot z telefonem (jak w modelu K800i). W jego portfolio można wyróżnić dwie główne grupy telefonów: nastawione na funkcje fotograficzne urządzenia serii C (wcześniej seria K) oraz sygnowane logiem Walkman i nastawione na odtwarzanie muzyki urządzenia należące do serii W. Producent tworzy także specjalne telefony dla operatorów komórkowych jak Vodafone (np. V600i) czy T-Mobile (model D750i).

## Składnia nazw modeli telefonów
Na początku roku 2008 obowiązujące wcześniej reguły nazewnictwa telefonów Sony Ericsson uległy modyfikacji. Wiązało się to z ujednoliceniem wizerunku poszczególnych serii. Modele od tamtej pory określane są literą i trzema cyframi (zniknęła litera umieszczana na końcu). Oznaczenie ma teraz postać Axyz:
- A – oznacza serię telefonu (np. C, W, X, G);
- x – określa klasę telefonu (im wyższa cyfra, tym wyższa klasa)
- y – odpowiada kolejnej wersji telefonu (podobnie jak w przypadku modeli K800i i K810i, które różniły się obudową i wymiarami)
- z – określa typ konstrukcji telefonu: 0, 1 i 2 oznaczają aparaty jednobryłowe; 3 i 5 to telefony rozsuwane typu slider; 6, 7 i 8 wskazuje na telefony składane (z klapką – clamshell); cyfra 9 to oznaczenie modelu, którego konstrukcja nie mieści się w założeniach wcześniejszych grup[30].

W nazewnictwie modeli wprowadzonych do sprzedaży do końca 2007 stosowano format Axyzn. Znaczenie liter i pierwszych dwóch cyfr było takie samo jak teraz. Natomiast z w tym schemacie przyjmowało wartości 0, 6, 7 lub 8; telefony z cyfrą 7 lub 8 były pozbawione jakiejś funkcji lub miały zmieniony wygląd. Litera n z przytoczonego schematu oznaczała literę określającą w przeznaczenie danego modelu: i – wersja międzynarodowa (ang. international), c – rynek chiński, a – rynek amerykański
Wyjątkami od przytoczonych reguł są modele: T66/68(i), Z1010, X1i, P1i.

## Modele Kart PC
- Sony Ericsson GC89
- Sony Ericsson GC86

## Sony Ericsson PC Suite
Sony Ericsson PC Suite to oprogramowanie Sony Mobile Communications przeznaczone na komputery PC z systemem operacyjnym Windows.
Oprogramowanie umożliwia połączenie telefonu z komputerem przez co ułatwia zarządzaniem danymi osobistymi w telefonie, wykonuje kopie zapasowe, uzyskuje połączenie z Internetem, odbiera, wysyła i edytuje wiadomości, ułatwia kopiowanie plików itp.
Program ten zastąpiony został przez aplikację Sony Ericsson PC Companion.